# 晨星电视台
晨星电视台(英文：Daystar TV)是一家总部位于美国的基督教电视台。由Marcus Lamb和Joni Lamb于1997年创立，是全球规模第二大的福音电视网络。晨星电视网运作有五十个电视台，覆盖美国每个城市以及世界上每个国家。香港有線電視曾經轉播此頻道，惟現已停播。